# Sergio Mena
Sergio Mena Muñoz (Madrid, España, 9 de julio de 1975) es un periodista y profesor universitario español.

## Biografía
Es Doctor en Periodismo por la Universidad Complutense de Madrid con la tesis Estructura y programación de los canales multimedia de los transportes públicos: , dirigida por Luis Miguel Martínez Fernández (Sobresaliente cum laude). También es Doctor en Historia contemporánea por la Universidad Autónoma de Madrid con la tesis La guerra del Pacífico en el cine estadounidense. Representación e interpretación de un acontecimiento histórico (1941-1991), dirigida por Carmen de la Guardia (Sobresaliente cum laude). Estudió en la Universidad Antonio de Nebrija de Madrid, donde se licenció en Periodismo (1999) y Comunicación Audiovisual (2002).
En su faceta docente es profesor de comunicación en instituciones como la Universidad Complutense de Madrid, la Universidad Antonio de Nebrija o la Universidad Internacional de La Rioja y anteriormente lo ha sido también en ESNE (Universidad Camilo José Cela). Ha participado en varios grupos de investigación y es también corrector por pares de la Revista Mediterránea de Comunicación 
Ha desarrollado su trabajo como periodista en prensa, radio, internet y televisión. Comenzó su carrera en Canal 7, donde presentó programas informativos. De ahí pasó a la revista Más Madrid, donde fue fotógrafo y luego a Televisión Española, donde trabajó en los programas En otras palabras y Por la mañana. Después de varios años como responsable de los estudios de radio y TV de la Universidad Antonio de Nebrija, entró a trabajar a Radio Intereconomía en el programa Capital. De ahí pasó a Intereconomía TV como redactor y, posteriormente a las páginas web www.intereconomia.com,  www.negocios.com y www.gaceta.es. Ha sido presentador de los espacios Capital Tecnología y 12 hombres sin vergüenza.
Su interés por las herramientas interactivas y el modelo nórdico de la sociedad de la información  le llevaron en 2013 a unirse a Johan Brand, Jamie Brooker y Morten Versvik en un proyecto realizado en conjunto con la Universidad Noruega de Ciencia y Tecnología en Trondheim, Noruega, para la creación de Kahoot!, una plataforma gratuita para la generación de cuestionarios de evaluación. Desde el lanzamiento del proyecto en septiembre de 2013, ha sido su principal impulsor en el ámbito académico español. Como parte de su actividad docente en la Universidad Complutense de Madrid, se ha servido de la asignatura Tecnologías de la Información Impresa como un laboratorio de experimentación de nuevos modelos de enseñanza y evaluación, como las clases remotas, los concursos interactivos con Kahoot!, la realización de proyectos a través de Twitter o la elaboración de sellos tipográficos con patatas. Todos ellos métodos encaminados a potenciar la descentralización de la educación, las habilidades digitales de los alumnos y la economía de los bazares.
Ha sido editor de la web www.ejercitodelaire.mde.es.
Estudió Primaria, Secundaria y Bachillerato en el Colegio menor Nuestra Señora de Loreto.

## Membresías
Es parte del consejo científico de la revista Sophia: Colección de filosofía de la educación, publicada por la Universidad Politécnica Salesiana de Ecuador. También es miembro de la Asociación de la Prensa de Madrid y de la Asociación Española de Investigación de la Comunicación.

## Publicaciones y participaciones en Congresos
- «Televisión ¿interactiva?: Del Telepick a las App móviles». Tecnología y narrativa audiovisual / coord. por Sierra Sánchez, Javier; Garcia Garcia, Francisco (aut.), Editorial Fragua. Madrid, 2014. ISBN 987-84-7074-627-7, págs. 355-375[11]

- «Herramientas contra la infoxicación en los Social Media: los "Content Curators"». Ámbitos: Revista internacional de comunicación, ISSN-e 1139-1979, N.º. 24, 2014, págs. 11-20[12]

- «Medición del tiempo de efectividad de los tuits: Interés y vida de la información en la era de las redes sociales». Investigar la Comunicación hoy. Revisión de políticas científicas y aportaciones metodológicas: Simposio Internacional sobre Política Científica en Comunicación / coord. por Miguel Vicente Mariño, Tecla González Hortigüela; Marta Pacheco Rueda (aut.), Vol. 1, 2013 (COMUNICACIONES 1), ISBN 978-84-616-4124-6, págs. 173-184[13]

- «Televisión en Internet. Introducción y prognosis de una revolución en el mercado audiovisual». Ámbitos: Revista internacional de comunicación, ISSN-e 1139-1979, N.º. 22, 2013, págs. 131-140.[14]

- «Canales de información y entretenimiento en el metro y en los autobuses de España». Estudios sobre el mensaje periodístico, ISSN-e 1134-1629, N.º 17, 2, 2011, págs. 531-548[15]

- «Televisión y respuesta de la audiencia: YouTube, los comentarios como medio de evaluación y sus límites». V Congreso Internacional de Periodismo en Red: Participación, Redes sociales y Cibermedios. Universidad Complutense de Madrid. Madrid. 16 de noviembre de 2011. Pp. 342-348. ISBN 978-84-615-6211-4[16]

- «Determinación del grado del efecto de conformidad ante las pantallas de los canales multimedia de las estaciones de metro». 1.er. Congreso Nacional de Metodología de la Investigación en Comunicación. Investigar la comunicación en España: proyectos,metodologías y difusión de resultados.AE-IC, Universidad Rey Juan Carlos. Fuenlabrada. Madrid. 14 de abril de 2011. ISBN 978-84-694-2713-2[17]

- «España y la sociedad de la información siguiendo el modelo nórdico».(Reseña) Sociedad de la información y del Conocimiento en los países nórdicos. Semejanzas y divergencias con el caso español. Mariano Cebrián Herreros (Dir.) Enseñanza & Teaching, Vol. 28, 1-2010, pp. 213-218. ISSN 0212-5374 – CDU 37[18]

- «Ciberperiodismo y portales económicos especializados en finanzas». Revista Latina de Comunicación Social ISSN 1138-5820, N.º. 64, 2009.[19][20][21]

- «Internet en la televisión: acciones para transformar el último reducto de los medios tradicionales». VII Bienal Iberoamericana de la Comunicación. Conocimiento, realidad y cultura mediática. Equidad en la comunicación y sociedades digitales. 23, 24 y 25 de septiembre de 2009. Chihuahua, México.[22]

- «Vídeo bajo demanda on line: la desaparición efectiva de los videoclubes tradicionales». IX Congreso Iberoamericano de la Comunicación (El espacio iberoamericano de comunicación en la era digital). Sevilla-Cádiz 15-18 de noviembre de 2006. ISBN 978-84-472-1154-8[23]

- «Sinergias en los medios digitales: la programación abierta como negocio». IV Congreso Internacional Nebrija de Ciberperiodismo. La Berzosa (Madrid). 14 y 15 de marzo de 2005. Pp. 39-56. ISBN 978-84-935587-0-3[24]

## Premios
- Premio al mejor guion. VI Festival de Cortos AdN. Madrid, mayo de 2004.[25]

- Finalista del II Premio Periodismo y Sociedad de la Información de ASIMELEC[26]

## Cortometrajes
- «La Pantalla» (2004) (codirigido con Marcos Ripalda)[27]

## Enlaces
- Página personal
- La Pantalla en YouTube
- Blog A vueltas con la tecnología
- Claustro de la Universidad Antonio de Nebrija
- Grupo de investigación Cybermedia
- Entrevista en el Blog "Un silencio propio"

- Datos: Q7454326